# Christian Vilches
Christian Alberto Vilches González (Santiago, 13 de julho de 1983), conhecido por Christian Vilches, é um futebolista chileno que joga como zagueiro. Atualmente joga pelo Unión La Calera.

## Carreira

### Atlético Paranaense
Em 28 de maio de 2015, o Atlético Paranaense anunciou a contratação de Christian Vilches.

## Títulos
Colo-Colo
- Campeonato Chileno: 2014

Atlético Paranaense
- Campeonato Paranaense: 2016